# Jan Jiří Bendl

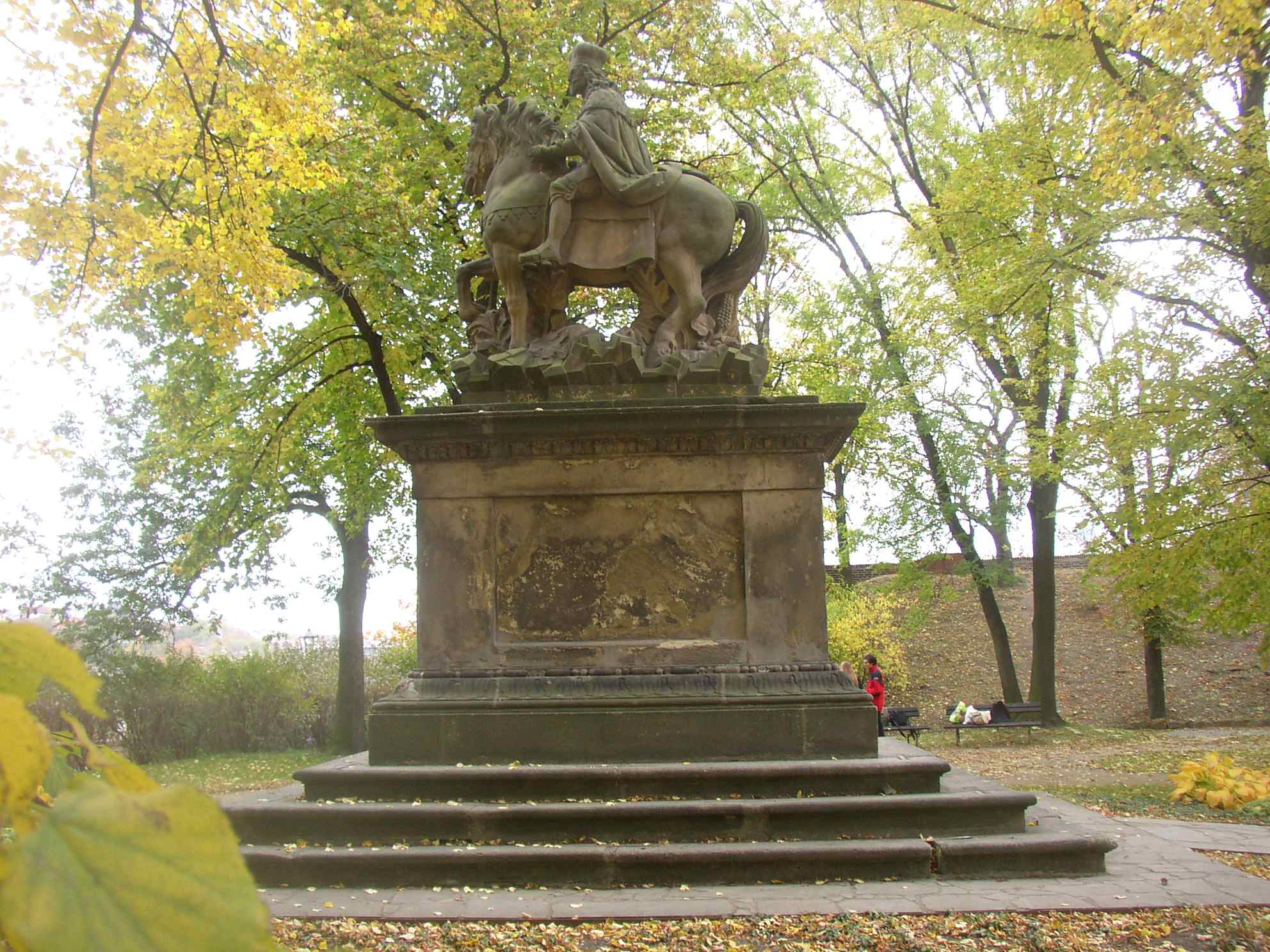
Socha svatého Václava na Vyšehradě. Tato jezdecká socha stála původně na Václavském náměstí

Jan Jiří Bendl (asi 1610? Švábsko – 27. května 1680 Praha) byl nejvýznamnější český raně barokní sochař. Jeho dílem byly například sochy mariánského sloupu na Staroměstském náměstí v Praze. Fragmenty tohoto díla jsou dnes uloženy v Lapidáriu Národního muzea na pražském Výstavišti. Významným dílem jsou také dřevěné vyřezávané sochy apoštolů z kostela Nejsvětějšího Salvátora v Klementinu. Z jeho dílny pochází i kamenné sochy umístěné na průčelí tohoto chrámu. Je autorem vinařského sloupu se sochou sv. Václava u protějšího kostela sv. Františka na Křižovnickém náměstí u Karlova mostu v Praze a sochy sv. Václava na starém proboštství na 3. nádvoří pražského hradu.

## Život
Jeho otec Jiří byl truhlářem a pocházel ze Švábska. Podle vlastních slov se on sám vyučil u svého otce. Další školení zřejmě prodělal v jižním Německu. Roku 1657 podnikl studijní cestu do Itálie. První zprávy o jeho působení v Praze pochází z roku 1630. Oficiálně se měšťanem Starého Města pražského stal v roce 1651. V té době zároveň vstoupil do cechu sdružujícího malířství i řezbářství. Mezi těmito dvěma skupinami docházelo k častým sporům. Donucen nekončící rivalitou nakonec společně s dalšími řezbáři požádal městskou radu o povolení založit samostatný řezbářský cech. Roku 1661 jim magistrát povolil ustanovení vlastního cechu.
Zemřel v roce 1680 asi ve věku šedesáti let zřejmě vinou velké morové epidemie, jež tou dobou zasáhla Prahu.

## Charakteristické rysy tvorby
Využíval nejen kámen, ale také dřevo. Jeho díla byla ovlivněna nizozemským severským pojetím, ale také je v nich patrná znalost sochařských prací římských manýristů. Mísí tedy motivy tradičních gotických prvků, jako jsou sevřené obrysy a kaskádovité lemy, s novějším, později nastupujícím pojetím v gestech rukou, rotačním oživením či spádem bohatých rouch. Vynikal svou realistickou modelací nažin. Nebyl pouze vzorem svých současníků, ale hledali u něj inspiraci i sochaři mladší generace jako Ferdinand Maxmilián Brokoff.

## Práce ze dřeva a slonoviny

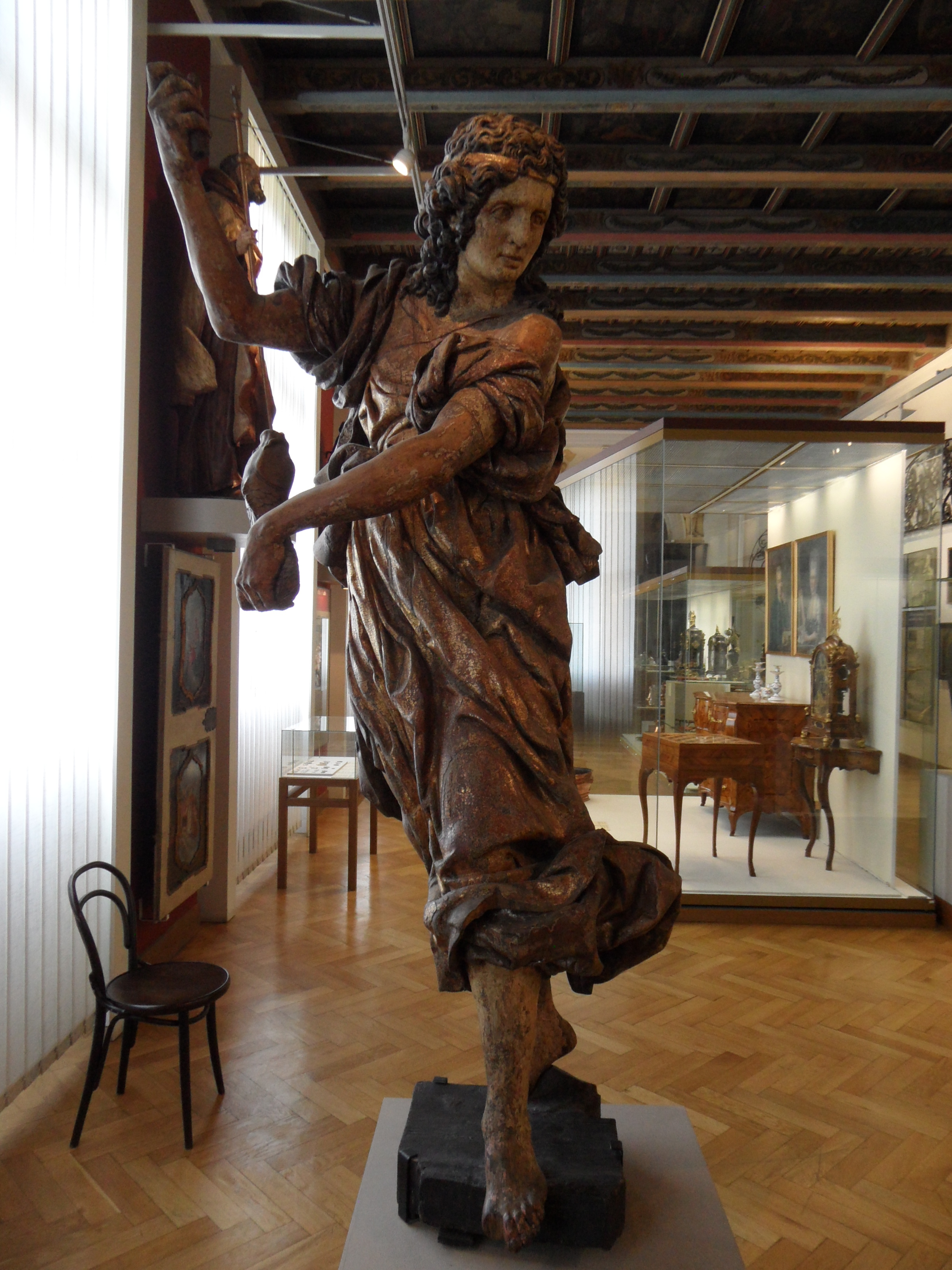
Socha Archanděla Rafaela, Muzeum hlavního města Prahy

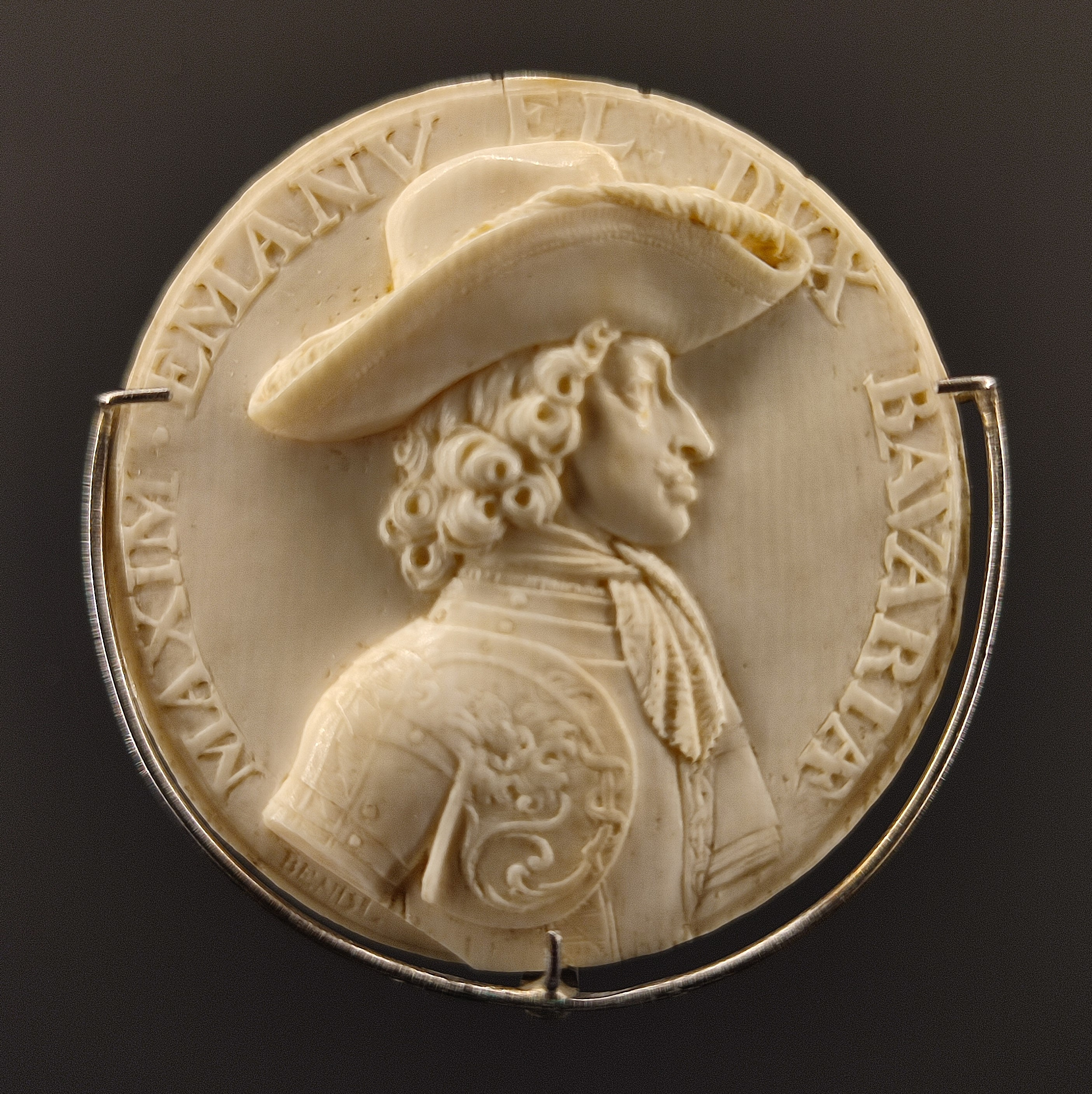
Maxmilián Emanuel Bavorský, Národní muzeum v Praze

Jeho řezby představují vlastní autentickou práci bez dílenské deformace, jakou najdeme u větších kamenných soch. Zpočátku tuto jeho tvorbu provází expresivní tendence. Nejpočetnější a nejvýznamnější prací ze dřeva je skupina soch vytvořena pro zpovědnice jezuitského kostela sv. Salvátora v Praze. Jeho dřevěná plastika tedy nejen umělecky, ale také množstvím převyšuje práci z kamene.
- Sv. Petra a Pavel, 1648, lipové dřevo, 160 cm, kostel Panny Marie před Týnem, Praha
- Sv. Václav, 1650, lipové dřevo, 240 cm, kostel sv. Jindřicha, Praha
- Sv. Gerard a sv. Ubaldeska, 1651, lipové dřevo, 200 cm, kostel Panny Marie pod řetězem, Praha
- Archanděl Gabriel a anděl strážný, lipové dřevo, po 1650, 176,5 a 173,5 cm, Muzeum hlavního města Prahy
- Sv. Řehoř a Augustin, lipové dřevo,1655, 45 cm, Muzeum hlavního města Prahy
- Sv. Vít a Zikmund, kolem 1660, lipové dřevo, 161 a 163 cm, Muzeum hlavního města Prahy
- Sv. Prokop a Vojtěch, 1664, lipové dřevo, 162 cm, Kostel Panny Marie před Týnem, Praha
- Sv. Jan Křtitel a Jan Evangelista, 1665, lipové dřevo, 142 a 143,5 cm, Kostel Pany Marie před Týnem, Praha
- Dvojice andělů, 1664 – 68, lipové dřevo, 150 cm, kostel Nanebevzetí a sv. Jakuba, Praha-Zbraslav
- Soubor řezeb apoštolů z lipového dřeva pro kostel sv. Salvátora v Praze, listopad 1673–1675
  - Sv. Petr, 133 cm
  - Sv. Pavel, 136 cm
  - Sv. Ondřej, 134 cm
  - Sv. Jakub větší, 137 cm
  - Sv. Jan, 138 cm
  - Sv. Tomáš, 132 cm
  - Sv. Jakub menší, 132 cm
  - Sv. Filip, 131 cm
  - Sv. Bartoloměj, 137 cm
  - Sv. Matouš, 133 cm
  - Sv. Šimon, 134 cm
  - Sv. Matěj 103 cm
  - Sv. Ludmila, 180 cm
- Sv. Isidor, 1678 – 80, lipové dřevo, 165,5 cm, Národní galerie v Praze (zapůjčil farní úřad v Budeničkách z kostela sv. Isidora
- Miniatura Maxmiliána Emanuela Bavorského, před 1680, slonovina, Národní muzeum v Praze.

## Práce z kamene a štuku

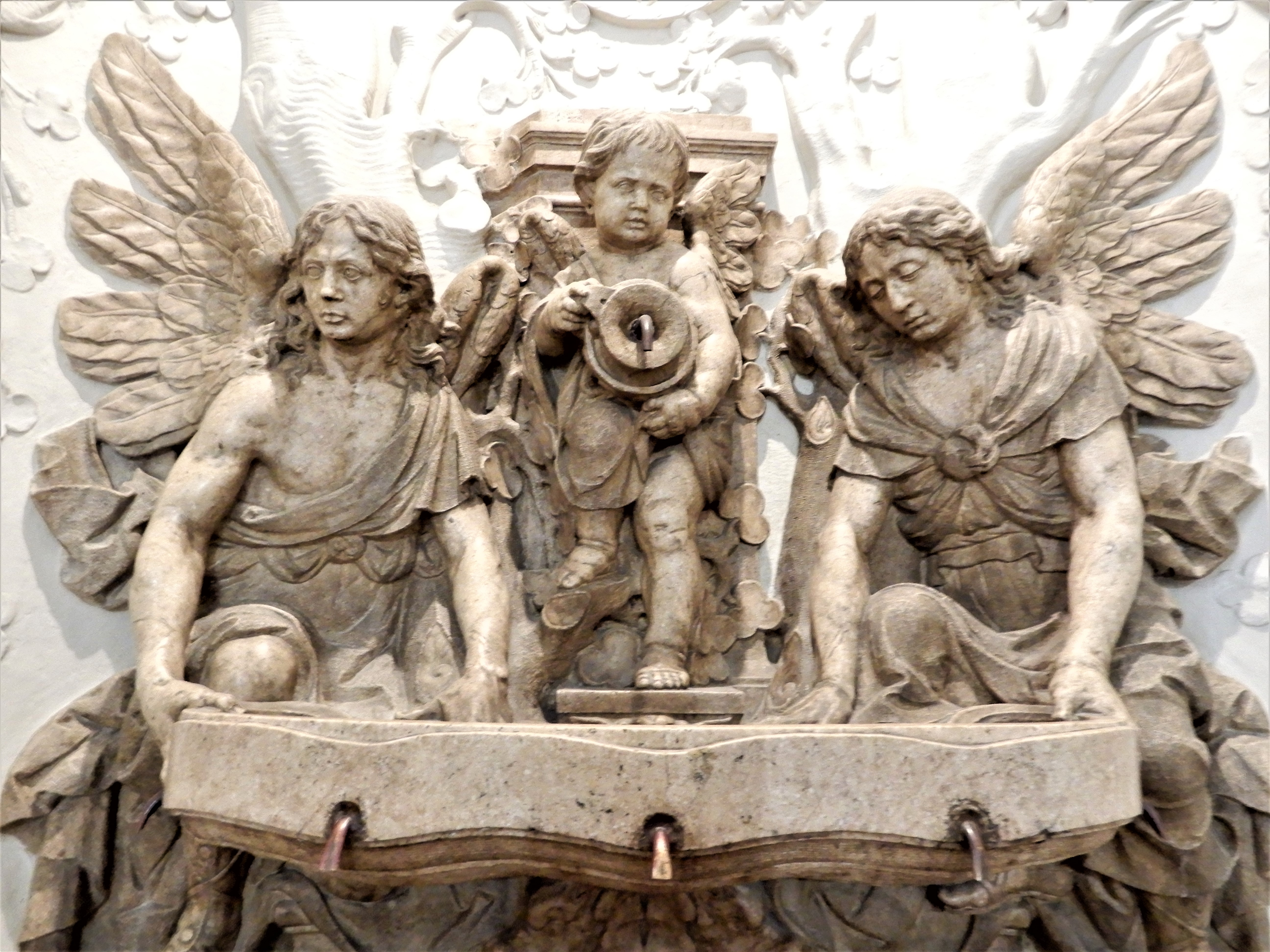
Klementinum, kašna s anděly

Mezi rané práce patří štuková výzdoba kupole jezuitského kostela sv. Salvátora. Pro průčelí této stavby vytvořil 13 soch světců, šest na balustrádu, pět a dvě sochy na tympanon, svůj nejpočetnější figurální soubor. Pro jeho sochy je typická rozmanitost postojů, u některých barokní rotace, schéma zdvižené a podepřené paže, někdy také násilné vybočení nohy či ne zcela zvládnuté tělesné proporce. Ke sklonku života již nedokázal zvládat hmotný charakter kamenného bloku, což se snažil nahradit pečlivým pojednáním v detailech.

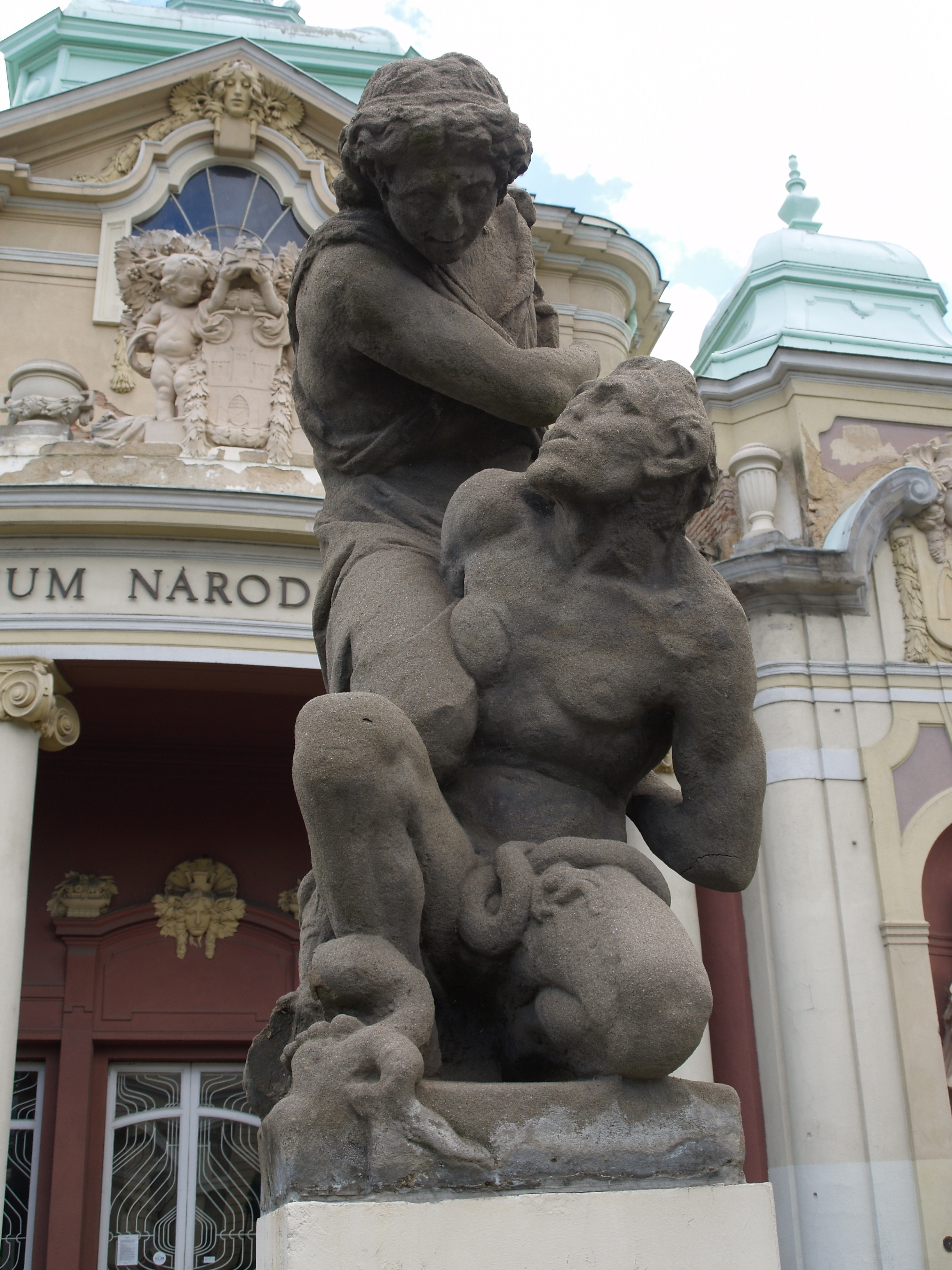
Anděl s ďáblem, novodobá kopie (výdusek) podle soch z mariánského sloupu na Staroměstském náměstí v Praze

- Praha, kostel sv. Salvátora – soubor prací pro kupoli (1648–1649) a sochy (1655–1660) na průčelí jezuitského chrámu
  - Štuková výzdoba v kupoli
  - Kristus Spasitel a čtyři evangelisté (sv. Lukáš, Jan, Marek a Matouš) – nad tympanonem na vrcholu průčelí
  - Jezuitští svatí Ignác z Loyoly a František Xaverský – na bočních křídlech štítu
  - Panna Maria Immaculata – ve výklenku uprostřed štítu
  - Sv. Kliment a sv. Vojtěch a čtyři církevní otcové (sv. Augustin, Řehoř, Ambrož, Jeroným) – na balustrádě (originály tří v depozitáři v Lapidária
- Praha, původně Staroměstské náměstí, Mariánský sloup (1650) – oddělená hlava a trup Panny Marie, torza v Lapidáriu
- Praha, Klementinum, předsíň letního refektáře (nyní Všeobecné studovny Národní knihovny): kašna s anděly (1660)
- Příbram, Panna Maria Svatohorská, nejstarší dochovaný Mariánský sloup v Česku (1661), Svatá Hora
- Pražský hrad, sv. Václav (1662) – na nároží Starého proboštství
- Louny, Panna Maria Immaculata (1673) na Mírovém náměstí
- Praha, Křižovnické náměstí, vinařský sloup se sv. Václavem (1676) – na nároží kostela sv. Františka
- Praha, Královská zahrada, Herkules zdolávající Kerbera (1670)
- Praha, původně křižovatka Koňského trhu a Jindřišské ulice, jezdecká socha sv. Václava (1680) – nyní v Lapidáriu Národního muzea, kopie na Vyšehradě ve Štulcových sadech